# Malčín
Malčín település Csehországban, a Havlíčkův Brod-i járásban. Malčín Skuhrov, Služátky, Pohleď, Tis, Příseka, Kunemil, Lučice és Habry településekkel határos. Lakosainak száma 205 fő (2024. január 1.).

## Népesség
A település lakosságának változását az alábbi diagram mutatja:
| Lakosok száma | 432  | 402  | 379  | 288  | 235  | 199  | 212  | 209  | 201  | 205  |
|               | 1869 | 1900 | 1921 | 1961 | 1980 | 2011 | 2016 | 2019 | 2021 | 2024 |